# Huntington Beach
Huntington Beach è una città costiera della Contea di Orange nel sud della California. Secondo un censimento del 2000, la città ha una popolazione di 189 593 abitanti.
È bagnata dall'Oceano Pacifico ad ovest e confina a nord con Seal Beach, a sud con Costa Mesa, a nord-est con Westminster e ad est con Fountain Valley. La città è conosciuta per i suoi 14 km di spiagge, per il suo clima e per il surf.

## Storia
Huntington Beach fu incorporata nel 1909 da un nucleo abitativo preesistente, con primo sindaco Ed Manning. Prende il nome del magnate delle ferrovie Henry Huntington.
La prima scuola cittadina, la Huntington Beach High School, fu costruita nel 1906.

## Geografia fisica

### Clima
Il clima è generalmente soleggiato e caldo, mitigato dai forti venti che normalmente soffiano alla velocità di 25 km/h. La temperatura dell'acqua si aggira intorno ai 15 °C in primavera e autunno, ai 25 °C in estate e ai 14 °C in inverno. Spesso nei mesi di ottobre e novembre Huntington Beach è avvolta, durante il mattino, dalla nebbia.

## Sport e turismo

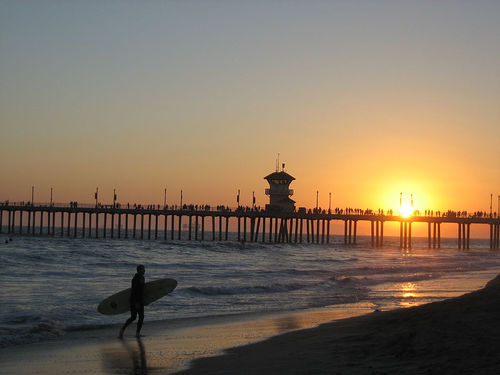
Un surfista in una spiaggia di Huntington Beach

Huntington Beach è una meta importantissima per gli amanti del surf e sede annuale di una competizione del campionato mondiale di tale specialità. Per questo motivo la città è soprannominata "Surf City". La città è anche meta rinomata del kite surf.
La città è importante meta turistica grazie alle vastissime spiagge (le più grandi della west coast americana) e alla più vecchia parata per il Giorno dell'Indipendenza degli Stati Uniti dell'ovest che raduna molti cittadini.
Il distretto include un attivo centro artistico, un colorito centro per lo shopping, un ostello per i giovani e l'International Surfing Museum, oltre a ottimi ristoranti e music club.

## Economia
Huntington Beach ha da sempre basato la sua economia sull'estrazione del petrolio, trovato in vaste falde sottomarine. La seconda fonte di ricchezza per la città è il turismo, legato soprattutto al surf. Importantissimo per la città è anche il vasto porto, nel quale ha sede parte della flotta militare americana.

## Parchi e strutture

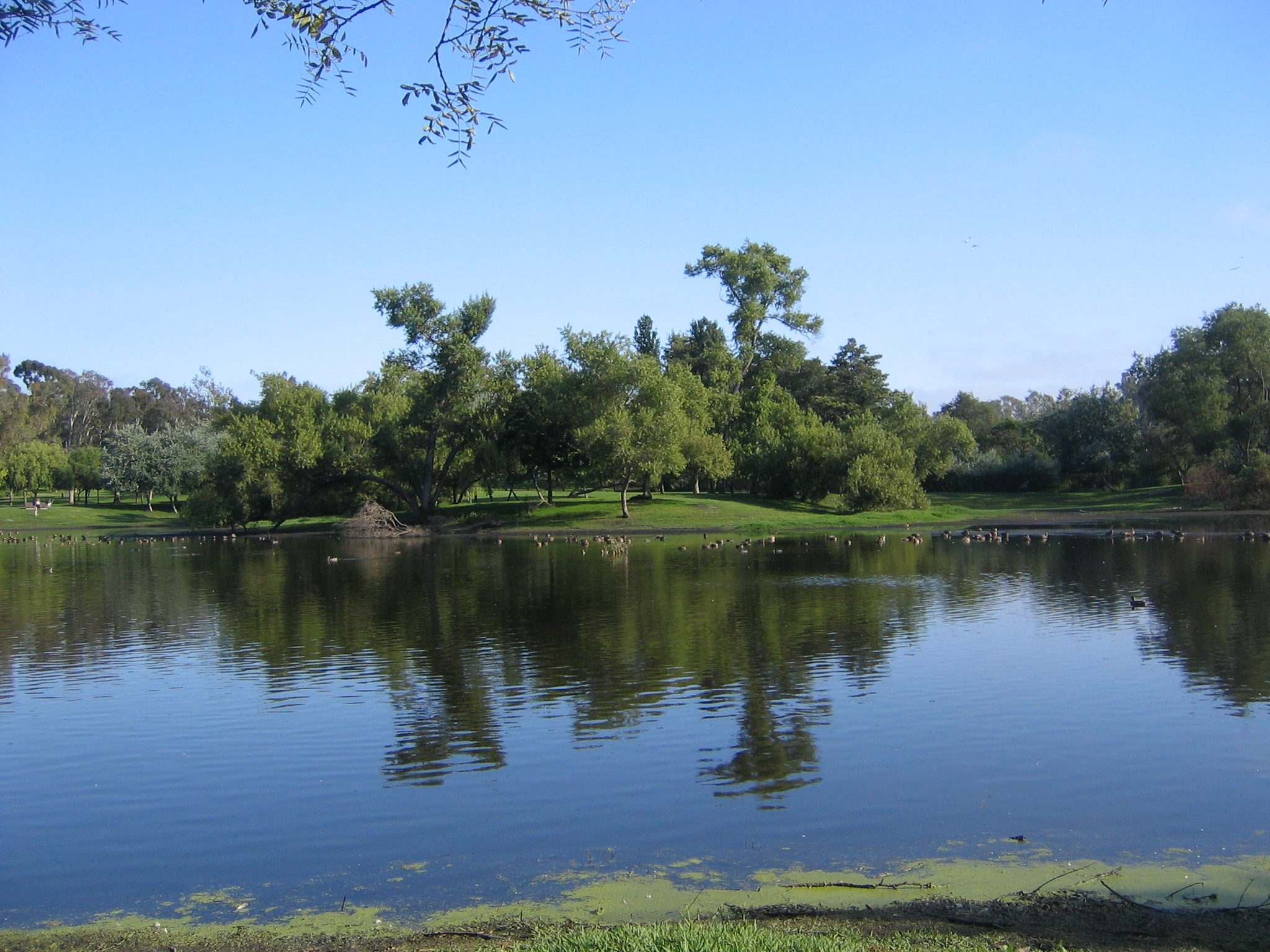
Huntington Beach Central Park

Huntington Beach ha un vastissimo parco, il Central Park, famoso per le sue magnifiche piante provenienti da tutti gli angoli del pianeta. Il parco include anche l'edificio della Huntington Beach Public Library, fondata nel 1914, disegnato da Richard Neutra, Dion Neutra e Mario Pei.

## Musica
Huntington Beach è la città degli Hed P.E. e degli Offspring; inoltre è il luogo dove si sono svolte le prime prove della band nu metal Korn con il cantante Jonathan Davis. È anche la città natale degli I Hate Kate, del chitarrista Buckethead, degli Avenged Sevenfold con il cantante M. Shadows, il chitarrista Synyster Gates, il bassista Johnny Christ e il batterista James The Rev Sullivan e dei Great White. Si tratta della città in cui moriì all'età di 28 anni, il primo novembre 2012, Mitch Lucker, cantante dei Suicide Silence.